# Chrudimka
La Chrudimka est une rivière de la Tchéquie d'une longueur de 104 km. Elle est un affluent en rive gauche de l'Elbe qu'elle rejoint à Pardubice.